# Velatura
La velatura è una tecnica pittorica che consiste nella stesura di uno strato di colore sopra un altro già asciutto. Lo strato fresco deve essere sufficientemente sottile da lasciare trasparire il tono sottostante.

## Caratteristiche e funzioni
Con questa tecnica, che funziona con il principio dell'acquarello, il pittore conduce l'opera o ne realizza una parte giocando con le trasparenze. Ad esempio, con una velatura scura si può abbassare il tono di un'intera parte di un'opera senza però perdere il disegno, i toni e i colori sottostanti. Altro vantaggio della velatura è che, per una serie di principi ottico-fisici, il colore dato con tale tecnica risulta sempre più brillante di uno stesso dato a corpo. Ad es. un rosa creato da un impasto di rosso e bianco sarà sempre meno brillante di un rosa ottenuto da un rosso dato a velatura.
Materialmente una velatura è composta da una quantità elevata di legante e una quantità molto piccola di pigmento.

## Storia
Nell'antichità, per quanto raro, l'uso della velatura era già conosciuto ed usato nell'arte egizia in alcune decorazioni nella tomba di Aichesi, dove l'azzurro, steso in velo molto sottile sopra un fondo giallo, creava un tono verde molto brillante. Anche l'arte romana conosceva bene le qualità ottiche che si potevano raggiungere con la velatura: se ne trovano diversi esempi anche nella Prima e nell'Aura Rinascenza dove cieli, alberi e drappeggi venivano preparati in funzione dello strato di colore a velo che poi doveva essere sovrapposto, molto spesso era utilizzato per questo scopo finale l'azzurro, il verde o lacca di robbia.
L'arte della velatura, tenuta poi in grande considerazione nelle epoche successive specialmente nella pittura fiamminga, raggiungeva però il livello più alto e sofisticato nel Rinascimento dove era usata in modo eccelso da artisti come Raffaello, Michelangelo, Leonardo, Tiziano ecc. Leonardo da Vinci in uno dei suoi manuali spiegava in maniera esauriente gli effetti vantaggiosi che i colori stesi in velatura offrivano, riportando anche esempi pratici. L'uso della velatura veniva poi abbandonato gradualmente nel Seicento, non trovando spazio nella tecnica dell'epoca a causa di un'espressione pittorica più decisa e pesante con toni più scuri e severi, che cercava di ottenere un effetto di luce molto contrastato nel risultato finale dell'opera.